# (39416) 1024 T-2
1024 T-2 (asteroide 39416) é um asteroide da cintura principal. Possui uma excentricidade de 0.20154500 e uma inclinação de 7.04248º.
Este asteroide foi descoberto no dia 29 de setembro de 1973 por Cornelis Johannes van Houten e Ingrid van Houten-Groeneveld e Tom Gehrels em Palomar.